# Cal Bou (Moià)
Cal Bou és una obra amb elements barrocs de Moià protegida com a Bé Cultural d'Interès Local.

## Descripció
Casa de tres pisos. Als baixos, amb dos portals d'entrada, els murs es troben arrebossats imitant carreus de pedra. Al primer pis hi ha tres balcons i una finestreta adovellada, estructura que es repeteix al pis superior. La coberta és a doble vessant i manté un ràfec de fusta. L'interés de la casa es troba en els esgrafiats de la façana, molt deteriorats, on predominen els motius florals. Hi destaquen quatre escenes emmarcades que semblen imitar quadres renaixentistes d'escenes bíbliques. Tot el conjunt (quadres, medallons, ornaments) està molt treballat.

## Història
Els esgrafiats foren encarregats per un notari de la vila de Moià que vivia i tenia la notaria en aquesta casa, es tractava del notari Salarich.